# ۷ روز در سوریه
۷ روز در سوریه (انگلیسی: 7 Days in Syria) یک فیلم مستند با موضوع جنگ داخلی سوریه محصول ایالات متحدهٔ آمریکاست که در سال ۲۰۱۵ منتشر شد. از بازیگران آن می‌توان به جانین دی جیوانجی اشاره کرد.